# Pilrito-de-temminck

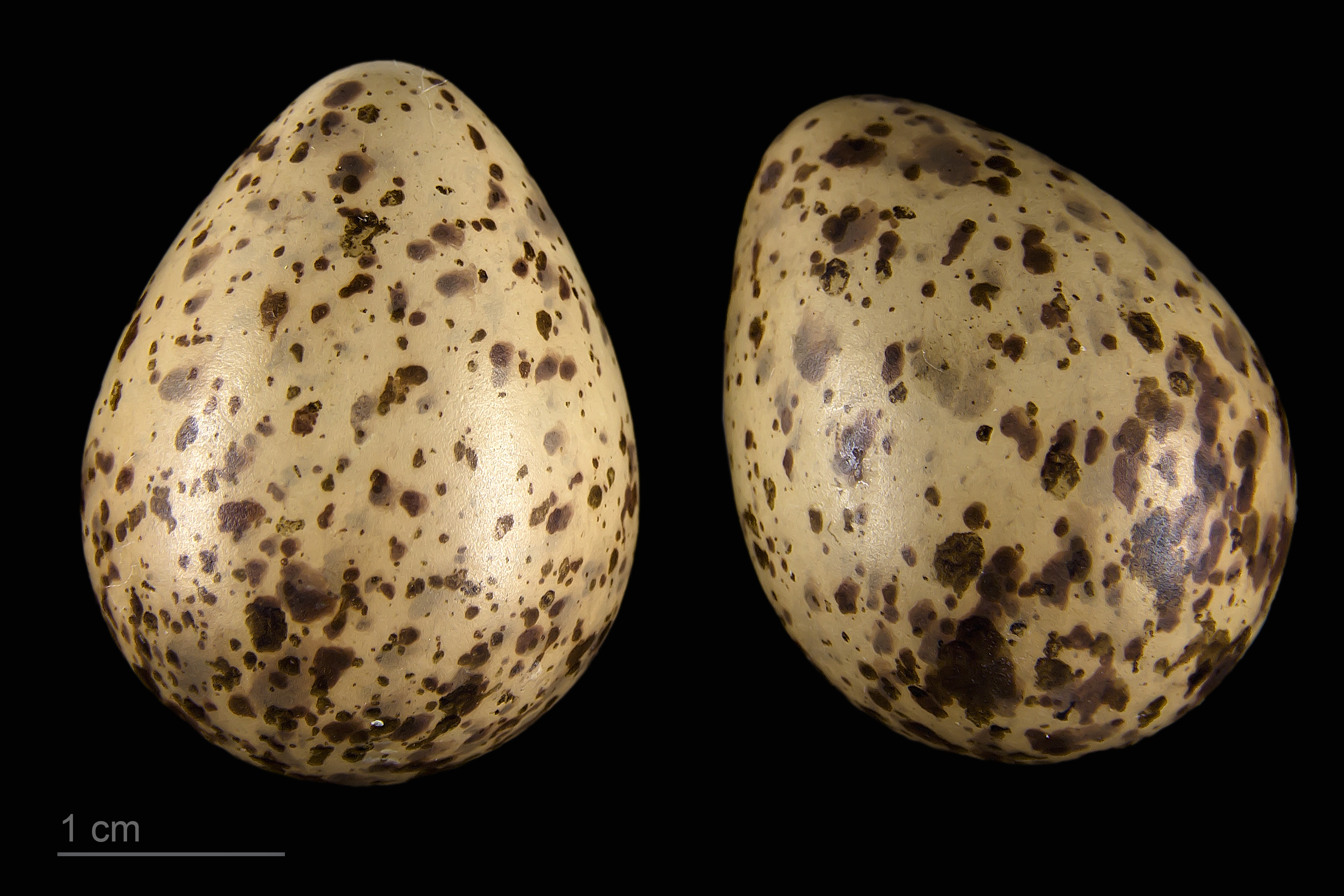
Calidris temminckii - MHNT

Pilrito-de-temminck ou pilrito-de-patas-amarelas (Calidris temminckii) é uma ave da família Scolopacidae. É do mesmo tamanho que o pilrito-pequeno, ao qual se assemelha.
Esta espécie nidifica no norte da Europa e inverna em África, na bacia do Mediterrâneo e no Médio Oriente. Em Portugal é um migrador de passagem e invernante raro.

## Subespécies
A espécie é monotípica (não são reconhecidas subespécies)